# .vg
Pour les articles homonymes, voir VG.
.vg est le domaine de premier niveau national (country code top level domain : ccTLD) réservé aux îles Vierges britanniques. Le domaine a été introduit en 1997.
Il est parfois utilisé aussi pour les sites web relatifs au végétarisme ou au véganisme. Le restaurant végétarien Sopa Provença à Barcelone a ainsi pour nom de domaine « sopa.vg », et les bureaux d'enregistrement français OVH Cloud et allemand United Domains suggèrent la création de sites végétariens ou végans comme étant la principale raison d'acheter un nom de domaine en .vg (autre que pour les sites associés aux îles Vierges),.